# Салчак, Антон Ондар-оолович
Салчак Антон Ондар-оолович (1996) — кикбоксер, мастер спорта Международного класса по кикбоксингу, четырехкратный чемпион России, чемпион Европы, трехкратный чемпион мира.

## Биография
А. О. Салчак родился 16 января 1996 года в с. Мугур-Аксы Монгун-Тайгинского кожууна Республики Тыва самым младшим ребенком в семье. Он с детства был смышленым, отзывчивым и разносторонним мальчиком. Когда учился в школе, занимался в кружках по шахматам, тувинским национальным инструментам, в секциях по борьбе и по кикбоксингу. Постепенно, в старших классах, увлекся кикбоксингом. В 3-4 классах активно участвовал и занимал первые места в соревнованиях республиканского уровня. Окончив школу, поступил в Красноярский государственный медицинский университет. Но из-за преданности к спорту он оставил учебу в медицинском университете, и поступил в Тувинский государственный университет на физкультурное отделение. В 2017 году окончил университет с красным дипломом. В настоящее время работает тренером по кикбоксингу в спортивной школе Монгун-Тайгинского кожууна.

## Награды
- Первая награда — кубок Чемпионата и первенства Сибирского федерального округа по кикбоксингу. А. О. Салчак (на тот момент ученик 10 класса) стал победителем Чемпионата России по кикбоксингу, который состоялся в Горном Алтае.
- Первенство мира по кикбоксингу среди юношей — I место, золотая медаль (Братислава, Словакия, 2012 год)[2]
- Чемпионат и Первенство России в разделе «фулл-контакт с лоу-киком» — II место, серебряная медаль (Нижний Тагил, Свердловская область, 2013)
- Первенство мира по кикбоксингу среди юношей — I место, золотая медаль (Римини, Италия, 2014 год)[3]
- Чемпионат Европы по кикбоксингу — I место, золотая медаль (Словения, Марибор, 2016)[4]
- Чемпионат мира по кикбоксингу — I место, золотая медаль (Будапешт, Венгрия, 2017 год)[5]